# Prnjavor (ort i Montenegro)
Prnjavor är en ort i Montenegro. Den ligger i den östra delen av landet, 60 km öster om huvudstaden Podgorica. Prnjavor ligger 976 meter över havet och antalet invånare är 965.
Terrängen runt Prnjavor är bergig åt nordväst, men åt sydost är den kuperad. Prnjavor ligger nere i en dal. Runt Prnjavor är det ganska glesbefolkat, med 48 invånare per kvadratkilometer. Närmaste större samhälle är Plav, 0,43 km väster om Prnjavor. I omgivningarna runt Prnjavor växer i huvudsak blandskog.